# Volker Reimann-Dubbers
Volker Hans Reimann-Dubbers (* 28. Juni 1943; † 13. Oktober 2024 in Heidelberg) war ein deutscher Chemiker, Stifter und ein Pionier der Energiewende.

## Leben
Volker Hans Reimann-Dubbers war der Sohn von Hans Gottfried Heinrich Dubbers (* 16. Oktober 1900) und Elisabeth Emma (kurz: Else), geborene Reimann, und hatte drei Geschwister (Günter Reimann-Dubbers, Hans Gerhard Reimann-Dubbers und Hedwig-Else Dürr). Er wurde von seinem Onkel Albert Reimann junior im Juli 1958 adoptiert und entstammte der wohlhabenden Unternehmerfamilie Reimann. Er promovierte 1974 an der Ruprecht-Karls-Universität Heidelberg bei Hermann Schildknecht zum Thema „Isolierung und Strukturaufklärung einiger Inhaltsstoffe der Thymelaea hirsuta“ zum Dr. rer. nat. im Fach Chemie.
Im Jahr 1984 erbte er von seinem Adoptivvater 11,1 % der Joh. A. Benckiser GmbH, die 1999 mit dem britischen börsennotierten Unternehmen Reckitt & Colman zu Reckitt Benckiser (seit 2021 Reckitt) fusionierte. Bereits 1997 ließ er sich zusammen mit seinen drei Geschwistern seine Anteile auszahlen. Der Familienzweig Reimann-Dubbers operiert heute eigenständig und hat ein Vermögen von 0,5 Mrd. €, womit er auf Platz 407 der Liste der reichsten Deutschen rangiert (Stand 2019).
1993 meldete er zusammen mit dem Ingenieur für Kunststofftechnik Jürgen Schick für die Joh. A. Benckiser GmbH in Ludwigshafen am Rhein ein Patent für faltbare Vorratsflaschen für Haushaltsflüssigkeiten an. Zudem war er Geschäftsführer der Firma VOLEWU GmbH zur Herstellung von Filmen, Videofilmen & Fernsehprogrammen in Heidelberg und der VRD GmbH (dem Family Office zur dauerhaften Sicherung und Wertsteigerung des eingesetzten Vermögens).
Volker Reimann-Dubbers gründete 1997 die gemeinnützige VRD Stiftung für Erneuerbare Energien mit Sitz in Heidelberg. Diese setzt sich für die Förderung und Verbreitung erneuerbarer Energien im In- und Ausland ein. Außerdem saß er im Kuratorium der Stiftung Universität Heidelberg.
Er wohnte in Heidelberg, war verheiratet und hatte zwei Kinder. Volker Reimann-Dubbers war beruflich in der Industrie tätig, musste seine Arbeit aber im Alter von 42 Jahren aufgrund seiner Erkrankung an Multipler Sklerose aufgeben und war im Sehvermögen stark eingeschränkt. Mit Renate Reimann-Haas, Wolfgang Reimann und Andrea Reimann-Ciardelli sowie Stefan Reimann-Andersen und Matthias Reimann-Andersen hatte er fünf weitere Adoptivgeschwister.

## Auszeichnungen
- Die Stadt Schönau im Schwarzwald verlieh ihm die Auszeichnung „Stromrebell 1999“.[13]
- Für die energetische Sanierung seines denkmalgeschützten Hauses bis hin zum Null-Emissionshaus wurde Reimann-Dubbers im Jahr 2000 von Eurosolar der deutsche Solarpreis verliehen.[14]
- Für seine herausragenden Leistungen als Pionier für erneuerbare Energien und der Energiewende wurde Reimann-Dubbers am 3. Mai 2014 der Verdienstorden des Landes Baden-Württemberg verliehen.[15][16][17]